# John Ormond
John Ormond (Geburtsname: John Ormond Thomas; * 3. April 1923 in Dunvant, Swansea, Wales; † 4. Mai 1990 in Cardiff, Wales) war ein aus Wales stammender britischer Dichter und Filmemacher, der 1975 mit dem Cholmondeley Award ausgezeichnet wurde.

## Leben

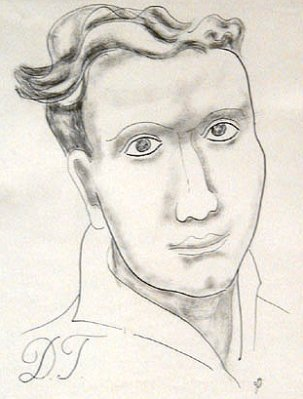
Dylan Thomas, dessen Vater auch sein Lehrer war, prägte den Stil der ersten Gedichte von John Ormond.

Der als John Ormond Thomas geborene John Ormond, einziges Kind des Schuhmachers Arthur Thomas (1892–1950) und dessen Ehefrau Elsie (1894–1965), besuchte die Elementary School in Dunvant sowie die Grammar School in Swansea. Die in seinem Elternhaus vermittelte frühe Erziehung in einer kultivierten Arbeitergemeinschaft, die sich auf die örtliche walisische unabhängige Kapelle konzentrierte, prägte seinen lebenslangen Glauben an die Kraft der Kunst, zu jeder sozialen Schicht zu sprechen und die spirituelle Dimensionen der menschlichen Existenz. Als junger Mann reagierte er gegen den Antiästhetizismus der orthodoxen Nonkonformität und später der Religionsaufgabe, wurde jedoch in seinem Wunsch, dem angesehenen aus ebenfalls aus Dunvant stammenden Maler, Grafiker und Reliefhersteller Ceri Richards nachzueifern, durch eine Ausbildung zum Künstler vereitelt. Stattdessen absolvierte er während des Zweiten Weltkrieges ein Studium der Fächer Anglistik und Philosophie am University College of Swansea, nachdem er als Kriegsdienstverweigerer aus Gewissensgründen vom Militärdienst befreit worden war. Während der Luftangriffe auf Swansea 1941 las er erstmals Gedichte von Dylan Thomas, dessen Vater ihn an der Swansea Grammar School unterrichtet hatte. Von der Poesie begeistert, begann er produktiv im Sub-Thomasischen Stil zu schreiben, in dem er einige Zeit gefangen bleiben sollte. Seine Arbeiten erschienen schnell in kleineren Zeitschriften und zusammen mit zwei anderen jungen Dichtern in Indications (1943).
Nachdem John Ormond Thomas 1945 sein Studium abgeschlossen hatte, ließ er sich mit seiner Ehefrau in Datchet in Buckinghamshire nieder, da er aufgrund seiner schriftstellerischen Talents in die Redaktion der berühmten Fotozeitschrift Picture Post aufgenommen worden war. Dort entwickelte er zwischen 1946 und 1949 Fähigkeiten, die für ihn als Filmemacher und reifen Dichter von unschätzbarem Wert sein sollten. In enger Zusammenarbeit mit begabten Fotografen lernte er die Grammatik der visuellen Erfahrung und die Kunst, Wort und Bild in Beziehung zu setzen. Als er von 1949 bis 1955 als Mitherausgeber der South Wales Evening Post nach Swansea zurückkehrte, lernte er die talentierten Künstler der Vorkriegszeit wieder kennen, darunter Dylan Thomas. 1955 trat er der British Broadcasting Corporation (BBC) in Cardiff bei und nahm ungefähr zu dieser Zeit seinen zweiten Vornamen als Nachnamen an, da zu dieser Zeit viele Personen mit dem Familiennamen Thomas bei der walisischen BBC arbeiteten. Er begann seine Arbeit als Fernsehnachrichtenassistent, wo er den Nachrichtendienst ausbaute, bevor er 1957 zum Leiter der neu gegründeten Dokumentarfilmabteilung ernannt wurde. In der Folgezeit war er zwischen 1963 und seinem Tode 1990 als zunehmend profilierter Dokumentarfilmproduzent tätig war. Sein klassischer früher Erfolg, Borrowed Pasture (1960), eine lyrische Beschwörung des Kampfes zweier knorriger alter polnischer ehemaliger Soldaten, die in Westwales ein neues Leben in der Landwirtschaft aufbauen wollten, gab den poetischen Ton und den Standard für seine späteren Produktionen vor. Ormonds Verskommentar für Borrowed Pasture trug auch Anzeichen dafür, dass er sich langsam von der emotional aufgeladenen und symbolträchtigen Poesie seines jüngeren Ichs entfernte. Herausragend unter seinen späteren Produktionen waren seine Serien filmischer Porträts bedeutender Dichter und Künstler, darunter Dylan Thomas, R. S. Thomas, Vernon Watkins, Kyffin Williams, Ceri Richards und Graham Sutherland.
Ormond hatte sich den frühen Rat von Vernon Watkins zu Herzen genommen, die meisten seiner frühen Gedichte zu verbrennen, und tauchte erst Mitte der sechziger Jahre wieder als Dichter auf, als sein reifes Werk plötzlich in der neu gegründeten Zeitschrift Poetry Wales zu erscheinen begann. Er datierte seine „dichterische Genesung“ gerne von dem Moment an, als ihm sein Gedicht „Cathedral builders“ scheinbar plötzlich einfiel, aber viele andere Faktoren – einschließlich seiner Rückkehr zu seinem frühen Umfeld Dunvant – spielten zweifellos eine Rolle. Flexibel im Ton und subtil nuanciert, war sein neuer Stil sehr zugänglich und doch reich suggestiv. Immer ein kompromissloser Handwerker, sammelte Ormond langsam genug Poesie für nur drei Sammlungen, die eine Handvoll Gedichte von bleibendem Interesse enthielten. Ein bedeutendes Gedicht war „Boundaries“. 1975 wurde er mit dem Cholmondeley Award ausgezeichnet.
Zwei Anfälle von rheumatischem Fieber in der Kindheit hatten Ormonds Konstitution geschwächt, die durch die Lyme-Borreliose, die er sich 1983/84 während eines seiner zahlreichen Aufenthalte in der Toskana zugezogen hatte, weiter untergraben wurde. Die 142 Seiten seiner Selected Poems (1987) umfassen den größten Teil seiner Arbeit und demonstrieren seine unverwechselbare Mischung aus Überschwänglichkeit, elegant zweideutigem Witz und emotionaler Tragik. Dies waren auch herausragende Merkmale eines Mannes, der als besonders geselliger, unvergleichlicher Erzähler und freudiger Inquisitor von Ideen in Erinnerung geblieben ist. Ormond neigte dazu, in hypnotischen Schüben zu sprechen, und neigte dazu, „seinen Kopf mit Nachdruck herauszustrecken, wie eine Schildkröte, die sich der Wahrheit eines Salatblatts nähert“ (‚his head out in emphasis, like a tortoise approaching the truth of a lettuce leaf‘). Nach kurzer Krankheit starb er am 4. Mai 1990 im University Hospital of Wales, Cardiff, an einer Hirnblutung und wurde am 11. Mai 1990 in Thornhill, einem Vorort von Cardiff, eingeäschert. Aus seiner am 21. September 1946 geschlossenen Ehe mit Glenys Roderick (geb. 1924), die er an der Universität kennengelernt hatte, gingen ein Sohn und zwei Töchter hervor.

## Veröffentlichungen
- Requiem and celebration, 1969[2]
- Definition of a waterfall, 1973
- John Ormond, Emyr Humphreys, John Tripp, 1979
- Graham Sutherland, O.M. A memorial address, 1981
- In place of empty heaven. The poetry of Wallace Stevens, 1983
- Selected poems, 1987
- John Tripp. Selected Poems. Reissue edition, 1989

posthum
- Cathedral Builders and Other Poems, 1991
- Boundaries and other poems, 2004

## Filmografie
- 1960: Borrowed Pasture, Fernsehfilm
- 1961: The Heart of Scotland, Dokumentarkurzfilm
- 1965: My Time Again, Fernsehfilm
- 1967: Madawaska Valley, Dokumentarkurzfilm
- 1973: Full House, Fernsehdokumentation
- 1978: Network, Fernsehserie